# 荻田孫市
荻田 孫市（おぎた まごいち）は、江戸時代初期の武将。荻田主馬（3代）の名で有名な荻田長繁の子で、早世した。

## 経歴
幼少より上杉景勝に仕え、その近習となる。1594年（文禄3年）10月28日、景勝は権中納言に補任され、関白豊臣秀吉を始め諸将を招き、祝いの宴を催した。席上、秀吉が丸薬外郎を服用しようとしたため、孫市が白湯を用意したが、誤って椀を取り落とした。この失態が景勝の怒りを買い、荻田一門は上杉家を追放された。のち、結城秀康に仕えたが別家を立て、家督は弟の勝定が継いだ。